# Anton Txékhov
Anton Pàvlovitx Txékhov (rus: Анто́н Па́влович Че́хов, Taganrog, 1860 – Badenweiler, 1904), fou un dels principals dramaturgs i narradors de Rússia. Va nàixer a Taganrog, a la Rússia meridional, el 29 de gener [C.J. 17 de gener] de 1860, i va morir de tuberculosi al balneari de Badenweiler, Alemanya, el 15 de juliol [C.J. 2 de juliol] de 1904. La seua carrera com a dramaturg va donar quatre obres clàssiques del teatre, mentre que els seus millors contes són molt estimats per escriptors i crítics. Va practicar la medicina durant gran part de la seua carrera literària: «La medicina és la meua legítima esposa», va dir, «i la literatura la meua amant».
Va renunciar al teatre després de la desastrosa acollida de La gavina l'any 1896; però l'obra va ser reestrenada amb èxit per Konstantín Stanislavski al Teatre d'Art de Moscou. A conseqüència d'això, va produir L'oncle Vània i va estrenar les dues darreres obres de teatre de Txékhov, Les tres germanes i L'hort dels cirerers. Aquestes quatre obres plantegen un especial repte tant per al conjunt actoral com per al públic, perquè en lloc d'una acció convencional Txékhov ofereix un «teatre dels estats d'ànim» i una «vida submergida en el text». No tothom va apreciar el repte: se sap que Lev Tolstoi va dir a Txékhov: «Saps, no puc tolerar Shakespeare, però els teus drames són encara pitjors».
No obstant això, Tolstoi admirava els contes de Txékhov. Al principi, Txékhov escrivia històries només per diners, però a mesura que la seua ambició artística va anar creixent, va fer innovacions formals que han influït en l'evolució del conte modern. La seua originalitat consisteix en un primerenc ús de la tècnica del corrent de consciència, posteriorment emprada per Virginia Woolf i altres modernistes, combinada amb el rebuig de la finalitat moral de l'estructura tradicional de la narració. No va excusar-se per les dificultats a què sotmetia els lectors, insistint que el paper d'un artista era plantejar preguntes, no contestar-les.

## Biografia

### Primers anys

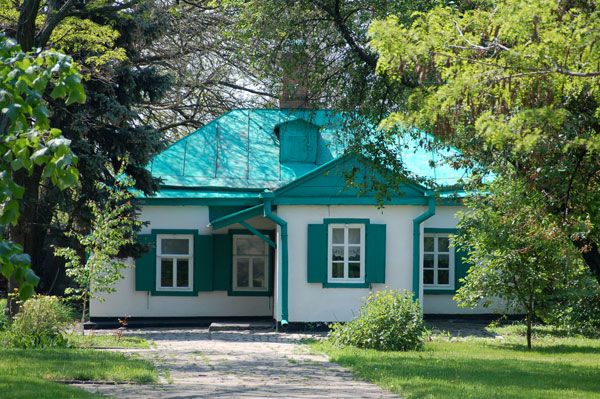
La casa a Taganrog on va nàixer Txékhov

Anton Pàvlovitx Txékhov va nàixer el 29 de gener del 1860, el tercer de sis germans que van sobreviure, a Taganrog, un port de la mar d'Azov a la Rússia meridional, on son pare, Pàvel Iegórovitx Txékhov, fill al seu torn d'un serf, regentava una botiga de queviures. Mestre de cor, fanàtic religiós i brutal maltractador dels seus fills, Pàvel Txékhov ha estat considerat el model per als nombrosos personatges hipòcrites del seu fill. La mare de Txékhov, Ievguénia Iàkovlevna Morózova, fou una excel·lent contacontes que entretenia els fills amb històries dels seus viatges, amb son pare venedor ambulant de roba, arreu de Rússia. «Vam heretar el talent del pare», recordava Txékhov, «però l'ànima de la mare.»
En la seua maduresa, Txékhov criticà el tractament a què el seu germà Aleksandr sotmetia la seua muller i els seus fills, recordant la tirania de Pàvel:
| « | Deixa'm recordar-te que va ser el despotisme i la mentida el que va arruïnar la joventut de ta mare. El despotisme i la mentida va mutilar tant la nostra infantesa que hom emmalalteix i sent terror només de pensar-ho. Recorda l'angoixa i l'horror que sentíem a l'hora de sopar quan el pare s'enrabiava perquè la sopa estava massa salada i escridassava la mare com si estiguera boig. | » |

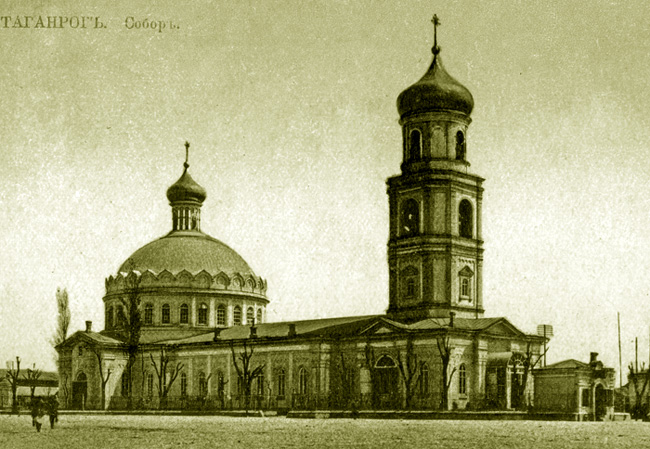
La catedral de l'Assumpció a Taganrog, Rússia, on Anton Pàvlovitx Txékhov va ser batejat el 10 de febrer del 1860

Txékhov va assistir a una escola per a nois grecs, i després va passar a l'Institut de Taganrog, actualment amb el nom d'Institut Txékhov, del qual va ser expulsat durant un any per haver suspès un examen de grec. Va cantar al monestir ortodox grec de Taganrog i als cors de son pare. En una carta del 1892, utilitzava el mot «patiment» per a referir-se a la seua infantesa i deia:
| « | Quan els meus germans i jo solíem agrupar-nos al mig de l'església i cantàvem el trio "La meua pregària pot elevar-se" o "La veu de l'arcàngel", tothom ens esguardava amb emoció i envejaven els nostres pares, però nosaltres ens sentíem com petits presoners. | » |

L'any 1876, son pare va fer fallida en haver invertit massa diners per a construir una nova casa, i per evitar la presó va fugir a Moscou, on els seus fills majors, Aleksandr i Nikolai, estaven estudiant a la universitat. La família va viure en la pobresa a Moscou, amb la mare de Txékhov destrossada físicament i psicològica. Txékhov es va quedar enrere per ocupar-se de la venda de les propietats familiars i acabar la seua educació.

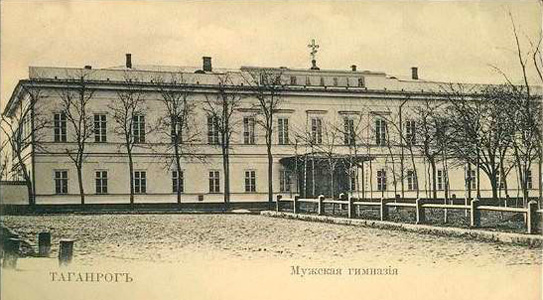
L'institut masculí de Taganrog a les acaballes del

Txékhov va romandre a Taganrog durant tres anys més, com a hoste d'un home anomenat Selivànov, que, com Lopakhin en El jardí dels cirerers, havia avalat la família a canvi de la casa. Txékhov va haver de pagar-se la seua pròpia educació, cosa que va aconseguir amb diferents feines, com ara classes particulars, caçant i venent caderneres i fent petites contribucions en els periòdics. Enviava a Moscou cada ruble que podia estalviar, junt amb alegres cartes per animar la seua família. Durant aquesta època, va llegir molt amb deteniment i anàlisi, incloent-hi Cervantes, Turguénev, Gontxarov i Schopenhauer; i va escriure un drama complet, Orfe, que el seu germà Aleksandr va menysprear com «una imperdonable i innocent elucubració». També es va involucrar en una sèrie de relacions amoroses, una d'aquestes amb la muller d'un mestre.
L'any 1879, va finalitzar els estudis i es va reunir amb la seua família a Moscou, havent estat admès a la Facultat de Medicina de la Universitat de Moscou.

### Primeres obres
Txékhov va assumir a partir d'ara la responsabilitat de tota la família. Per ajudar a casa i pagar-se la matrícula de la universitat, diàriament escrivia petits articles humorístics sobre la vida russa contemporània, molts d'aquests sota pseudònims com «Antoixa Txekhonté» (Антоша Чехонте) o l'«Home sense melsa» (Человек без селезенки). La seua prodigiosa producció aviat va guanyar-li una reputació com a cronista satíric de la vida quotidiana russa, i cap al 1882 ja es trobava treballant per a l'Oskolki (Fragments), propietat de Nikolai Leikin, un dels més importants editors de l'època. El to de Txékhov en aquests anys és més sever que el que va desenvolupar en la seua narrativa de maduresa.
L'any 1884, Txékhov havia obtingut el títol de metge, professió que ell considerava la seua principal ocupació, tot i que li va proporcionar pocs diners —cal dir que atenia els pobres gratuïtament. Entre 1884 i 1885, va començar a tossir sang, i l'any 1886 els atacs van empitjorar; però ell no va declarar la seua tuberculosi a la família i amics, i confessà a Leikin: «Tinc por de sotmetre'm a reconeixement pels meus col·legues». Va continuar escrivint per a setmanaris, guanyant prou diners per a traslladar progressivament la seua família a uns millors habitatges. A principis del 1886, va ser invitat a escriure per a un dels més respectats periòdics de Sant Petersburg, Nóvoie Vrémia (Nou Temps), propietat del milionari editor Aleksei Suvorin, que li pagava per cada línia una tarifa que doblava la quantitat de Leikin, i li proporcionava a més a més el triple d'espai. Suvorin havia d'esdevenir amic de Txékhov durant tota la seua vida, potser el més íntim de l'escriptor.
Aviat, Txékhov va atraure l'atenció de la crítica i del públic. Dmitri Grigoróvitx, un famós escriptor rus de l'època, amb seixanta-quatre anys, va escriure a Txékhov després de llegir el seu conte El caçador: «Teniu "vertader" talent —un talent que us situa al capdavant dels escriptors de la nova generació». També va aconsellar a Txékhov que escriguera menys, més lentament i que es concentrara en la qualitat literària.
Txékhov li va contestar que la carta li havia impactat «com un llampec» i confessà: «He escrit els meus contes a la manera en què els repòrters escriuen les seues cròniques sobre incendis —mecànicament, poc conscient, sense tenir en compte ni els lectors ni a mi mateix». Aquesta confessió va poder ser contraproduent, perquè els seus primerencs manuscrits revelen que sovint escrivia amb una cura extrema, revisant contínuament. No obstant això, el consell de Grigoróvitx li va inspirar una ambició artística més seriosa als seus vint-i-sis anys. El 1887, en una petita contesa contra Grigoróvitx, va guanyar el cobejat Premi Puixkin «a la millor obra literària distingida pel seu valor artístic», amb el recull de contes En el capvespre (V Sumérkakh).

### Punts d'inflexió
Aquell any, exhaust per l'excés de treball i per la mala salut, Txékhov va fer un viatge a Ucraïna que va suposar una renovada revelació de la bellesa de l'estepa. Al seu retorn, va començar la novel·la curta L'estepa, «una cosa estranya i massa original», que va ser publicada en Séverni Véstnik (L'Herald del Nord). En una narració que discorre amb els processos psíquics dels personatges, Txékhov evoca un viatge amb cotxe de cavalls per l'estepa amb la mirada d'un noi enviat a viure lluny de casa, tenint per companys de viatge un sacerdot i un mercader. L'estepa, que ha estat qualificada com a «diccionari de la poètica de Txékhov», representà un avanç significatiu per a l'escriptor, i mostrà gran part de la qualitat de la seua narrativa de maduresa i feu possible la seua publicació en una revista literària i no en un diari.
A la tardor del 1887, un empresari teatral li va encarregar una obra de teatre, i el resultat va ser Ivanov, escrita en una quinzena i estrenada al novembre. Tot i que Txékhov va trobar l'experiència «esgotadora», i va fer un còmic retrat de la caòtica producció en una carta al seu germà Aleksandr, l'obra va ser un èxit, lloada, davant la perplexitat de l'autor, com una obra original. Mikhaïl Txékhov considerava Ivànov un moment clau en el desenvolupament intel·lectual i la carrera literària del seu germà. D'aquest període, prové una observació de Txékhov que s'ha popularitzat amb el nom de l'«arma de Txèkhov», citada per Ilià Gúrliand d'una conversa: «Si, en l'acte I, tens una pistola penjada a la paret, llavors ha de ser disparada en l'últim acte.»
La mort del seu germà Nikolai, de tuberculosi, l'any 1889 va influir en Un relat ombrívol, acabat aquell setembre, sobre un home que s'enfronta a la fi de la seua vida i s'adona que no ha tingut gens de sentit. Mikhaïl Txékhov, que va registrar la depressió i la recuperació del seu germà després de la mort de Nikolai, per aquella època estava investigant presons com a part dels seus estudis de dret, i Txékhov, a la recerca d'un objectiu per a la seua pròpia vida, aviat es va veure obsedit amb el tema de la reforma de les presons.

### Sakhalín
L'any 1890, Txékhov va mamprendre un ardu viatge amb tren, cotxe de cavalls i vapor fluvial a l'Orient Llunyà de Rússia i la katorga, o colònia penal a l'illa de Sakhalín, al nord del Japó, on va passar tres mesos entrevistant milers de convictes i colons. Hom considera que les cartes que va escriure durant els dos mesos i mig de viatge a Sakhalín es troben entre el millor de la seua producció. Els seus comentaris a la seua germana sobre Tomsk havien d'esdevenir famosos.
| « | Tomsk és una ciutat molt avorrida. A jutjar pels borratxos que hi he conegut, i pels intel·lectuals que han passat per l'hotel a retre'm llurs respectes, els habitants també ho són. | » |

Els ciutadans de Tomsk s'hi van venjar posteriorment erigint una estàtua satírica de Txékhov.
El que va esbrinar a Sakhalín el va impactar i angoixar, incloent-hi les pallisses, la corrupció amb els subministraments i la prostitució forçosa de dones: «Hi havia voltes -va escriure- que sentia que el que veia davant meu ultrapassava els límits de la degradació humana.» Particularment, li va colpir el calvari dels xiquets que vivien en la colònia penal amb llurs pares. Per exemple:
| « | Al vapor de l'Amur, anant a Sakhalín, hi havia un convicte amb grillons als peus, que havia assassinat la seua muller. La seua filla, una xiqueta de sis anys, hi era amb ell. Em vaig adonar que allà on anava el presoner, la filleta el seguia, agafada als grillons. De nit, la xiqueta dormia amb els presoners i els soldats, tots en un muntó. | » |

Posteriorment, Txékhov arribaria a la conclusió que la caritat i les donacions no eren la solució, sinó que el govern tenia l'obligació d'assegurar un tracte humà als presoners. Les seues investigacions van ser publicades entre 1893 i 1894 sota el títol Óstrov Sakhalín (L'illa de Sakhalín), una obra sociològica, no literària, digna i esclaridora, a més de brillant. Txékhov va trobar el mitjà per a l'expressió literària de l'infern de Sakhalín en la seua novel·la curta L'assassí, la darrera secció de la qual està ambientada a Sakhalín, on l'assassí Iàkov carrega carbó de nit, somniant en la llar.

### Mélikhovo
L'any 1892, Txékhov va comprar la petita vil·la de Mélikhovo, a gairebé seixanta-cinc quilòmetres al sud de Moscou, on va viure fins a l'any 1899 amb la seua família. «És agradable ser un senyor», bromejava amb Sxeglov; però li preocupaven les seues responsabilitats com a terratinent i aviat va implicar-se a millorar la vida dels camperols. A més d'organitzar l'ajut per a les víctimes de la fam i el còlera del 1892, va construir tres escoles, un parc de bombers i una clínica, i regalava els seus serveis mèdics als camperols de les rodalies, malgrat les seues recaigudes de tuberculosi.
Mikhaïl Txékhov, un dels membres del cercle familiar que vivia a Mélikhovo, descriu la magnitud del treball mèdic del seu germà:
| « | Des del primer dia que va arribar a Mélikhovo, els malalts van començar a afluir des de 30 quilòmetres al voltant. Venien a peu o eren portats amb carro, i sovint era reclamat per pacients a distància. De vegades, des de molt matí, hi havia dones camperoles amb els seus fills esperant-lo a la porta. | » |

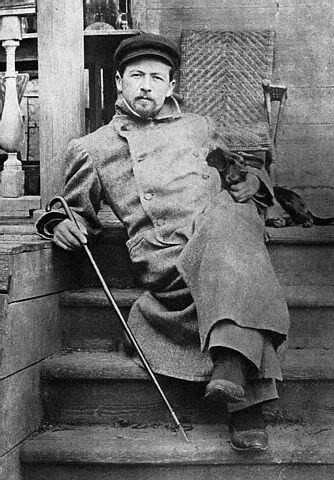
Txékhov a Mélikhovo

Gastava molts diners en medecines; però el cost més important era el dels viatges d'hores de durada per a visitar els malalts, cosa que reduïa el seu temps per a escriure. No obstant això, el seu treball com a metge enriquí la seua obra en proporcionar-li el contacte directe amb totes les capes de la societat russa: per exemple, va poder conèixer de primera mà l'amuntegament i les insalubres condicions de vida de la majoria dels camperols. En el conte Camperols, descriu els preparatius d'una família per anar a dormir:
| « | Començaren a anar-se'n al llit. Nikolai, com a invàlid, va ser col·locat al costat de la cuina amb el seu vell pare; Saixa dormia al terra, mentre Olga i les altres dones se'n van anar a l'estable. | » |

També atenia membres de les classes superiors, dels quals va anotar: «Aristòcrates? Els mateixos cossos lletjos i la mateixa brutícia, la mateixa vellesa sense dents i la mateixa desagradable mort, com les prostitutes».
Va començar a escriure La gavina l'any 1894, en una cabana que s'havia construït a l'hort de Mélikhovo. En els dos anys següents a la seua instal·lació a Mélikhovo, havia restaurat la casa, havia posat en marxa l'explotació agrícola, fent un hort i un petit estany i plantant molts arbres, els quals, d'acord amb Mikhaïl, Txékhov «es mirava després... com si foren els seus fills. Com el Coronel Verxinin en Les tres germanes, quan se'ls mirava somniava en què podrien arribar a ser passats tres o quatre-cents anys».
L'estrena de La gavina, el 17 d'octubre del 1896 al Teatre Aleksandrinski de Sant Petersburg, va ser un rotund fracàs. Escridassada per l'audiència, va fer que Txékhov es plantejara abandonar el teatre. Però l'obra va impressionar tant el dramaturg Vladímir Nemiróvitx-Dàntxenko que va convèncer Konstantín Stanislavski per dirigir-la en l'innovador Teatre d'Art de Moscou l'any 1898. L'atenció que va prestar Stanislavski al realisme psicològic i l'actuació del conjunt va extraure les meravelles amagades del text i va restaurar l'interès de Txékhov pel teatre. El Teatre d'art li va encarregar més obres i l'any següent s'estrenava L'oncle Vània, que Txékhov havia acabat d'escriure l'any 1896.

### Ialta

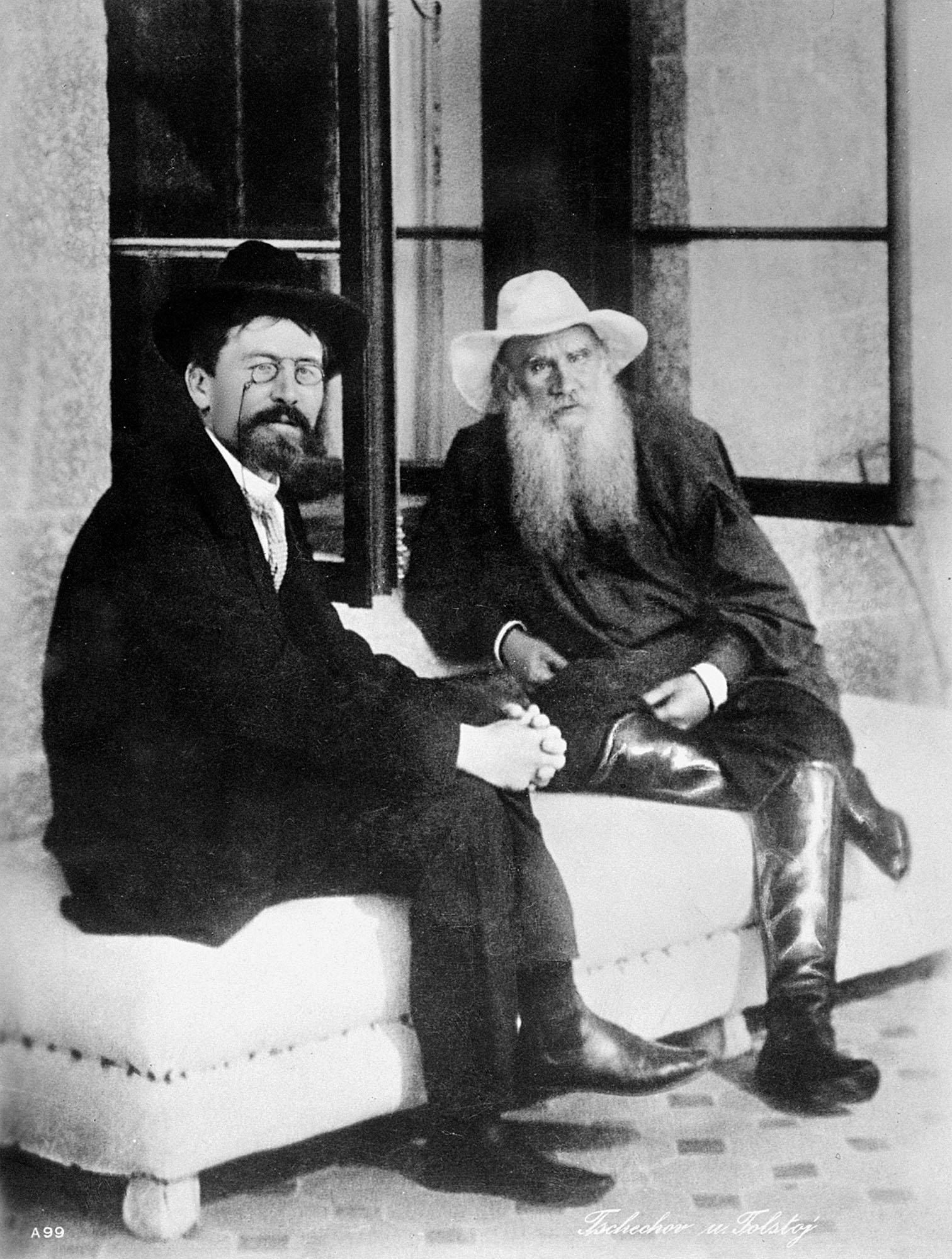
Txékhov amb Lev Tolstoi a Ialta, 1900

Al març del 1897, Txékhov va patir una gran hemorràgia als pulmons durant una visita a Moscou i, amb gran dificultat, va ser persuadit de visitar una clínica, on els doctors van diagnosticar-li tuberculosi a la zona superior dels pulmons i li van ordenar un canvi en l'estil de vida.
Després de la mort de son pare l'any 1898, va comprar un terreny a Aluixta, prop de Ialta, i hi va construir-se una vil·la, a la qual va traslladar-se amb sa mare i la seua germana l'any següent. Tot i que va plantar-hi arbres i flors, va criar gossos i grues domèstiques i va rebre hostes com Lev Tolstoi i Màxim Gorki, sempre estava disposat a deixar la seua «càlida Sibèria» per Moscou o per algun viatge. Va jurar que tornaria a Taganrog tan prompte hi instal·laren aigua corrent. A Aluixta, va escriure dues obres de teatre més per al Teatre d'art de Moscou, fent-ho amb més dificultat que en els dies en què «escrivia amb serenitat, de la manera en què avui menge coques»; va tardar un any a escriure Les tres germanes i L'hort dels cirerers.
El 25 de maig del 1901 es va casar amb Olga Knípper —en la intimitat, atès el seu horror vers els casaments—, una protegida de Nemiróvitx-Dàntxenko, de qui havia estat amant, a la qual va conèixer en els assajos de La gavina. Fins aquest moment, Txékhov, que havia estat qualificat com «el literat solter més irreductible de Rússia», s'havia estimat més eludir els compromisos i anar fent visites als bordells i havia confessat a Suvórin:
| « | Al capdavall, em casaré si és això el que desitgeu. Però amb aquestes condicions: tot ha de continuar com fins ara —és a dir, ella haurà de viure a Moscou i jo al camp, i jo vindré a veure-la... proporcioneu-me una muller que, com la lluna, no aparega cada nit al meu cel. | » |

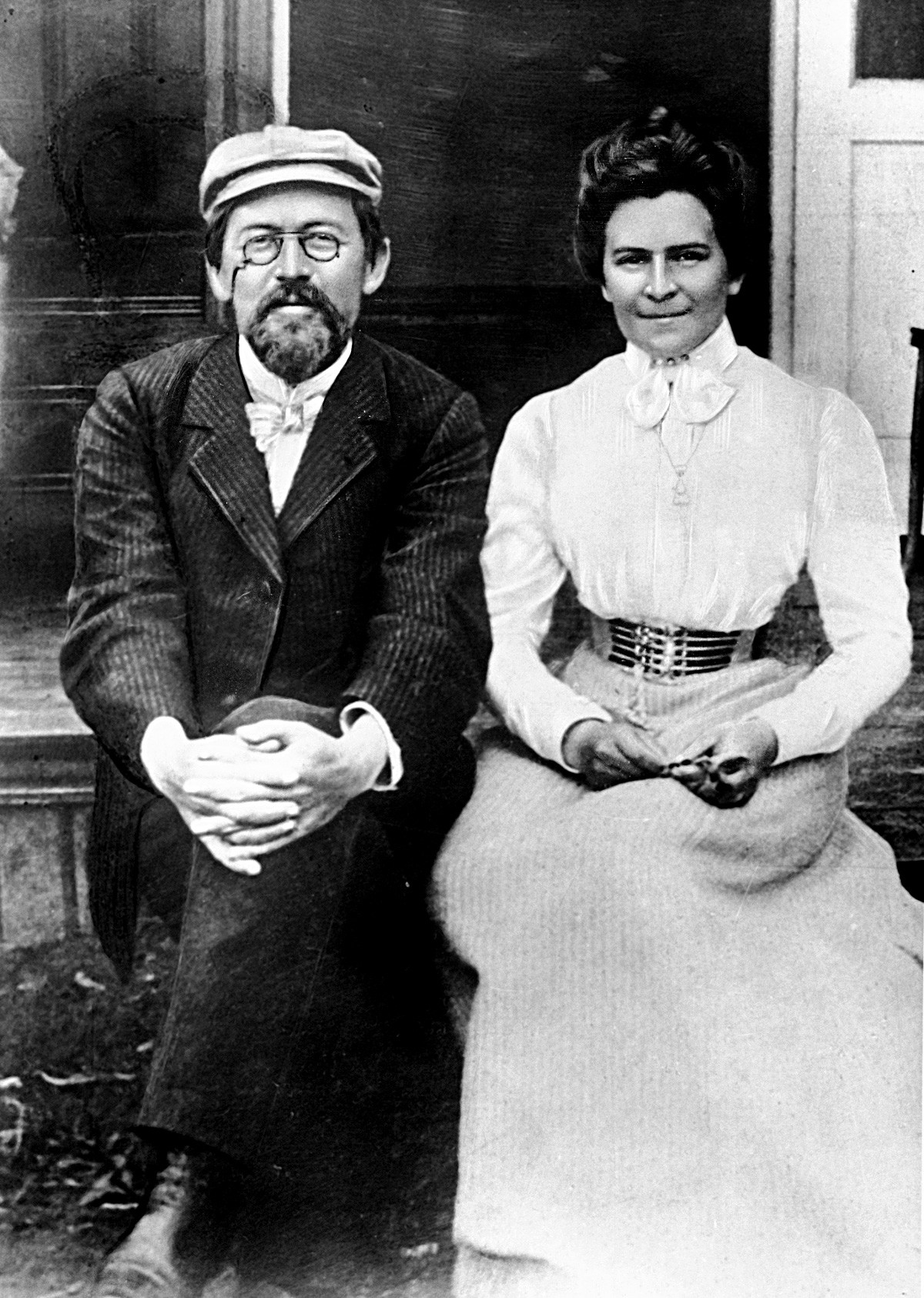
Txékhov i Olga, 1901, en la seva lluna de mel

La carta va resultar profètica per als arranjaments matrimonials de Txékhov amb Olga: ell va viure llargues temporades a Ialta, ella a Moscou, continuant la seua carrera d'actriu. L'any 1902, Olga va patir un avortament espontani; i Donald Rayfield ha proporcionat evidències, basades en les cartes del matrimoni, que la concepció va poder ocórrer mentre Olga i Txékhov estaven separats. El resultat literari d'aquest matrimoni a distància és una correspondència que ha preservat tresors per a la història del teatre, incloent-hi crítiques compartides dels mètodes de direcció de Stanislavski i consells de Txékhov a Olga sobre com interpretar les seues obres.
A Ialta, Txékhov va escriure únicament un dels seus contes més cèlebres, La dama amb el gos (també anomenat La dama del gosset), que descriu el que inicialment sembla una relació ocasional entre un home i una dona casats a Ialta. Cap dels dos espera grans conseqüències de la relació, però finalment tornen a trobar-se, arriscant la seguretat de les seves respectives vides familiars.

### Mort
Al maig del 1904, Txékhov estava en estat terminal. «Tothom que el veia pensava que el final no devia estar massa lluny», va dir Mikhaïl Txékhov, «però tot i que es trobava al final, ell semblava no adonar-se'n». El 3 de juny, se'n va anar amb Olga al balneari alemany de Badenweiler, a la Selva Negra, des d'on va escriure cartes aparentment jovials a la seua germana Maixa, descrivint el menjar i la rodalia i assegurant-li a ella i a sa mare que estava millorant. En la seua última carta, es queixava de com anaven vestides les dones alemanyes.

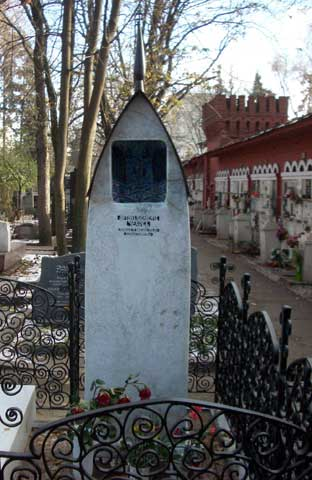
Tomba de Txékhov, cementiri de Novodévitxi, Moscou

La mort de Txékhov ha esdevingut un dels «grans temes de la història de la literatura», renarrada, adornada i feta literatura moltes vegades, notablement en el conte Errand de Raymond Carver. L'any 1908, Olga va escriure la narració dels darrers moments del seu marit:
| « | Anton es va incorporar de manera inhabitualment enèrgica i va dir en veu alta i clara (tot i que no sabia pràcticament alemany): Ich sterbe ("Em muir"). El doctor el va calmar, va prendre una xeringa, li va posar una injecció de càmfora, i va demanar xampany. Anton va prendre una copa plena, la va examinar, em somrigué i va dir: «Fa molt de temps que no bec xampany.» La va beure i va gitar-se suaument sobre el seu costat esquerre, i jo tot just vaig tenir temps de córrer vers ell, recolzar-me al llit i cridar-lo, però ell havia deixat de respirar i estava adormit tranquil·lament com un infant… | » |

El cos de Txékhov va ser transportat a Moscou en un vagó de tren amb refrigeració, que es feia servir per al transport d'ostres fresques, un detall que va ofendre Gorki. Alguns dels milers d'assistents al seu funeral van unir-se per error al seguici fúnebre d'un tal General Keller, que duia una banda militar d'acompanyament. Va ser enterrat al costat de son pare al cementiri de Novodévitxi.

## La seua obra i la seva influència
Les obres teatrals de Txékhov representen una pedra de volta de la dramatúrgia de tots els temps. A l'inici del segle xx, sobre els seus textos teatrals, el director teatral Konstantín Stanislavski elaborà una nova metodologia d'art dramàtic, per adequar-lo a l'expressió dels estats d'ànim complexos, dels efluvis emocionals de personatges aparentment quotidians, però posseïdors de facetes atribuïbles a qualsevol ésser humà.
Pocs mesos abans de morir, Txékhov va dir a l'escriptor Ivan Bunin que creia que la gent continuaria llegint-lo només set anys. «Per què set?» preguntà Bunin. «Bé, set i mig,» va respondre Txékhov. «No està malament. Em queden sis anys de vida».

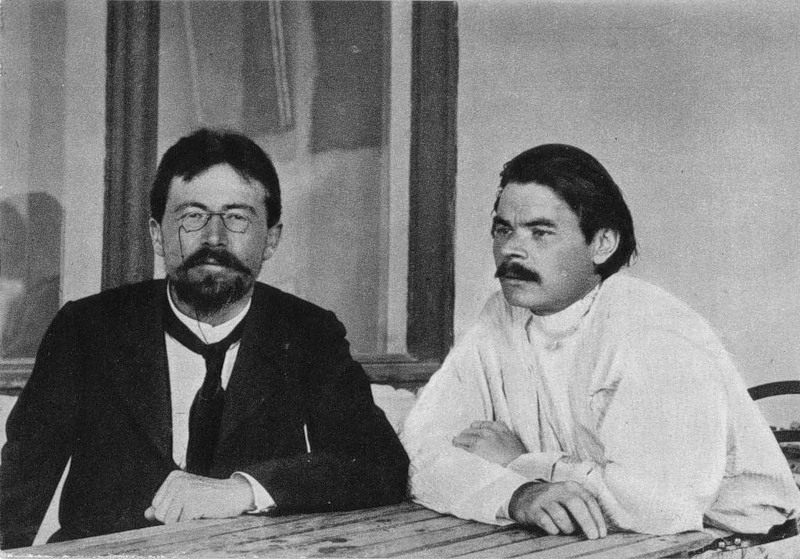
Txékhov amb Gorki a Ialta

Sempre modest, no podia en absolut imaginar la reputació que aconseguiria pòstumament. Les ovacions per L'hort dels cirerers en l'any de la seua mort li van mostrar fins a quin punt havia guanyat l'afecte del públic rus —des d'aleshores va ser la segona personalitat literària de Rússia, només per darrere de Tolstoi, que va sobreviure-li sis anys— però després de la seua mort, la fama de Txékhov encara va créixer més.
L'obra de Txékhov es va donar a conèixer en l'àmbit angloparlant gràcies a les traduccions de Constance Garnett, i aviat van guanyar-se l'admiració d'escriptors com ara James Joyce, Virginia Woolf i Katherine Mansfield, la darrera discutida fins al punt del plagi. El crític rus D. S. Mirski, que vivia a Anglaterra, va explicar la popularitat de Txékhov en aquell país pel seu «poc habitual i absolut rebuig del que podem denominar valors heroics». A la mateixa Rússia, els drames de Txékhov van passar de moda després de la revolució, però posteriorment van ser adaptats al sistema soviètic, amb Lopakhin, per exemple, reinventat com un heroi del nou ordre, portant una destral en L'hort dels cirerers.
Un dels primers estrangers a lloar els drames de Txékhov va ser George Bernard Shaw, que va subtitular la seua obra La casa de l'angoixa «Una fantasia a la manera russa sobre temes anglesos» i va detectar similituds entre la situació de la classe terratinent anglesa i la de la russa, segons la descrivia Txékhov: «la mateixa gent agradable, la mateixa i absoluta futilitat».
Als Estats Units, la reputació de Txékhov va començar a créixer després, a poc a poc, en part a causa de la influència del sistema Stanislavski, amb el seu concepte de subtext. «Sovint, Txékhov expressava el seu pensament no amb els diàlegs», va escriure Stanislavski, «sinó en les pauses, o entre línies o en rèpliques consistents en un únic mot... els personatges sovint senten i pensen coses que no expressen en els diàlegs». Particularment, el Group Theatre de Nova York va desenvolupar aquesta aproximació subtextual en el drama, influint sobre generacions de dramaturgs, guionistes i actors nord-americans, incloent-hi Clifford Odets, Elia Kazan i especialment Lee Strasberg. Al seu torn, l'Actors Studio de Strasberg i el seu mètode van influir sobre molts actors, com ara Marlon Brando i Robert De Niro, tot i que a aquesta alçada la tradició de Txékhov probablement s'havia distorsionat com una preocupació pel realisme. L'any 1981, el dramaturg Tennessee Williams adaptà La gavina com El quadern de Trigorin.
Actualment, Txékhov és el dramaturg més popular després de Shakespeare als països angloparlants; però hi ha escriptors que creuen que els seus contes representen la seua major aportació. Raymond Carver, que va escriure el conte Errand (Encàrrec) sobre la mort de l'escriptor, creia que Txékhov era el millor de tots els contistes:
| « | Els contes de Txékhov són tan meravellosos (i necessaris) avui dia com quan van aparèixer per primera vegada. No és sols l'immens nombre que en va escriure —pocs escriptors, o potser cap, n'han escrit més—, és la impressionant freqüència en què va escriure obres mestres, contes que ens encoratgen i alhora ens satisfan i ens colpeixen, excitant les nostres emocions de la manera en què només l'art vertader ho pot fer. | » |

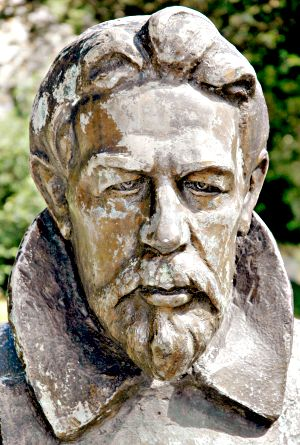
Un bust de Txékhov a Badenweiler

Ernest Hemingway, una altra de les influències de Carver, va ser més mesquí; va escriure: «Txékhov escrigué al voltant de sis bons contes. Però es tractava d'un escriptor aficionat», i Vladímir Nabókov una volta hi va condemnar la «barreja de terribles vulgaritats, epítets fàcils, repeticions». Però també va declarar que La dama amb gosset era «un dels millors contes escrits mai» i va dir que Txékhov escrivia en «la forma en què una persona conta a una altra les coses més importants de la seua vida, lentament però sense interrupció, en veu baixa».
Per a l'escriptor William Boyd, l'aportació de Txékhov va ser l'abandó del que William Gerhardie anomenà l'«argument d'incident» per quelcom més «amagat, interromput, apedaçat o, en altres paraules, amerat de vida».
Virginia Woolf s'inspirà en la qualitat única d'un conte de Txékhov per a escriure The Common Reader:
| « | Però, això és el final?, ens preguntem. Tenim la sensació que hem passat per alt els senyals, o com si una melodia s'haguera aturat de sobte sense l'esperat acord de conclusió. Aquests contes estan inacabats, diem, i procedim a bastir una crítica basada en l'assumpció que els contes han d'acabar de manera recognoscible. Fent això, llancem la qüestió sobre la nostra agudesa com a lectors. Quan la melodia és familiar i el final emfàtic —amants units, malvats vençuts, intrigues desvetllades— com en la major part de la literatura victoriana, les coses no van malament, però quan la melodia no és familiar i el final és una nota d'interrogació o simplement la informació que es van posar a parlar, com en el cas de Txékhov, ens cal un agosaradíssim i despert sentit literari per a poder escoltar la melodia, i en particular aquelles darreres notes que completen l'harmonia. | » |

## Obres

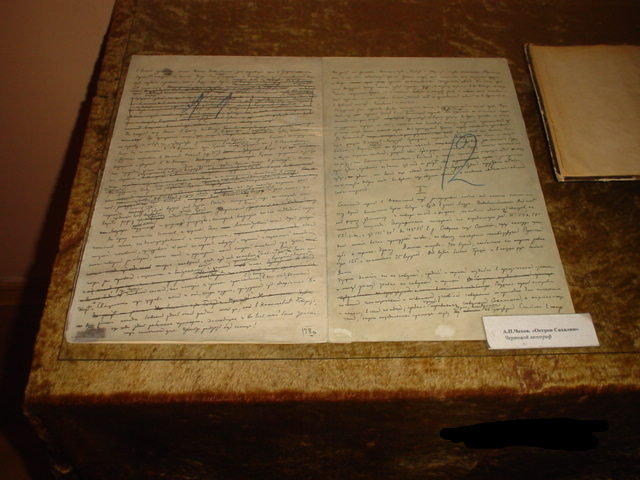
Manuscrit de l'escriptor

### Obra teatral
- Ivànov («Иванов» - 1887)
- L'ós (1888)
- La gavina («Чайка» - 1896)
- L'oncle Vània («Дядя Ваня» - 1899-1900)
- Les tres germanes («Три сëстры» - 1901)
- L'hort dels cirerers («Вишнёвый сад», 1904)

### Novel·la
- Una cacera dramàtica («Драма на охоте», 1884)

### Traduccions catalanes
- El regne de les dones, Petits Plaers de Viena. 2019. ISBN 978-84-949906-5-6
- Els mugics. Proa, 1931, trad. de Francesc Payarols.
- Una cacera dramàtica, Proa, 1936, trad. Andreu Nin.
- Contes, Quaderns Crema, 1995. ISBN 84-7727-147-X.
- Del foc a les brases, Lumen, 1993. ISBN 978-84-264-2217-0.
- El monjo negre, Laertes, 2003. ISBN 978-84-7584-500-5.
- Una història avorrida, Minuscula, 2010. ISBN 978-84-95587-72-5.
- La gavina, Teatre Nacional de Catalunya, 1997. ISBN 978-84-923058-1-0.
- L'estepa i altres narracions, Edicions 62, 1991. ISBN 84-297-1896-6.
- Les tres germanes, Pòrtic, 1990, trad. de Joan Oliver. ISBN 84-7306-402-X.
- Les tres germanes, Proa, 2005, trad. dee Narcís Comadira. ISBN 978-84-8437-724-5.
- L'oncle Vània: escenes de la vida rural en quatre actes, Edicions del Mall, 1983, trad. de Feliu Formosa. ISBN 978-84-7845-022-0.
- Mel salvatge, Edhasa, 1986. ISBN 84-350-5454-3.
- Teatre complet (Obra completa), Diputació Provincial de Barcelona. Institut del Teatre, s. d. ISBN 84-7794-622-1.
- Teatre de Txékhov, Aymà, 1982, trad. de Joan Oliver. ISBN 978-84-209-6071-5.
- El pavelló núm. 6, Minuscula, 2017. ISBN 978-84-946754-6-1.
- 24 contes, Club Editor, 2021, trad. d'Arnau Barios. ISBN 978-84-7329-312-9.
- Relat d'un desconegut, Viena Edicions, 2022, trad. Jaume Creus del Castillo. ISBN 978-84-18908-16-3.